# Marie-Etienne Nitot

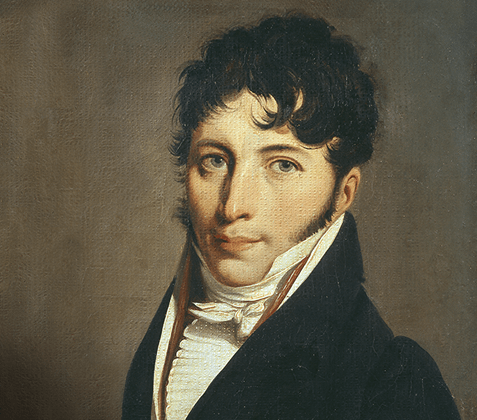

Marie-Etienne Nitot, född 1750, död 1809, var en fransk juvelerare verksam i Paris. Den rörelse han grundade fick senare namn efter en av hans efterträdare, Chaumet.
Nitot flyttade till Paris 1780 efter sin lärlingstid hos Auber, juvelerare hos drottning Marie-Antoinette. Hans aristokratiska kundkrets var lojal med den franska revolutionen 1789 och Nitot kom i ropet då han 1802 utsågs till Napoleons juvelerare.
Med hjälp av sin son Francois Regnault (1779-1853), skapade Nitot smycken som kom att ge det franska imperiet ståt och makt. Smyckena till Napoleons äktenskap med Josephine de Beauharnais och senare med Marie Louise av Österrike skapades av Nitot. Han gjorde också kronan till Napoleons kröning och det kejserliga svärdet med den berömda "Regentdiamanten".
François Regnault Nitot efterträdde fadern vid dennes död och kvarstod i befattningen till kejsardömets fall 1815.